# ببا (مركز)
مركز ببا، مركز إداري مصري. يقع في محافظة بني سويف الواقعة في جمهورية مصر العربية. القاعدة الإدارية للمركز هي مدينة ببا.